# キラメキテラス
キラメキテラスは、鹿児島県鹿児島市高麗町にある複合商業施設。
かつては鹿児島市交通局の電車施設が存在していたが、2015年に同市上荒田町に移転し跡地一帯の再開発の一環として建設された。施設内には鹿児島市内初の外資系ホテルであるシェラトン鹿児島がある。

## 概要
キラメキテラスは、南国殖産を代表とするグループ（構成員：医療法人玉昌会、公益社団法人昭和会）が主体となって開発した大型の複合商業施設。街区内にはホテル、商業と病院、マンションなど多様な用途を集約している。その中でも『30年後の鹿児島への贈り物となるまちづくり』による地方創生を掲げ、急性期を担う「いまきいれ総合病院」、回復期など継続的な治療とリハビリテーションを行う「キラメキテラスヘルスケアホスピタル」の２つの病院が隣接して街区内に移転。ヘルスケアの活性化、新産業創出・地域競争力強化等を掲げた複合再開発プロジェクトである。
| 建物名称                           | 用途               | 開業年    |
| ---------------------------------- | ------------------ | --------- |
| キラメキ南国パーキング             | 駐車場             | 2020年6月 |
| キラメキエネルギーセンター棟       | エネルギーセンター | 2020年7月 |
| いまきいれ総合病院                 | 病院               | 2021年1月 |
| キラメキテラスヘルスケアホスピタル | 病院               | 2021年2月 |
| キラメキ南国ビル                   | オフィス・商業     | 2023年2月 |
| シェラトン鹿児島                   | ホテル・商業       | 2023年5月 |
| ザ・パークテラス 高麗タワー        | 共同住宅           | 2023年5月 |

## 沿革
キラメキテラスの構想が立ち上がる前から、医療法人玉昌会が創業60周年記念事業として、鹿児島市内で運営していた高田病院（キラメキテラスヘルスケアホスピタルの前身）の移転を計画。また、姶良市内で運営する加治木温泉病院も移転を検討しており、2015年ごろには加治木温泉病院の建て替えと併せた街づくりプラン“JOYタウン構想”をまとめていた。
- 2015年（平成27年）5月1日 - 鹿児島市交通局の局舎・電車施設が上荒田町に移転。
- 2015年（平成27年）7月8日 - 鹿児島市交通局跡地の跡地利用に関する公募を開始。
- 2016年（平成28年）2月15日 - 鹿児島市交通局跡地売却に係る優先交渉権者を南国殖産株式会社（代表）・医療法人玉昌会・公益財団法人昭和会・株式会社ロックス共同事業体に決定。
- 2018年（平成30年）12月7日 - いまきいれ総合病院の起工式を挙行。
- 2019年（平成31年）2月27日 - キラメキテラスヘルスケアホスピタルの起工式を挙行。[4]